# 7526 Ohtsuka
7526 Ohtsuka eller 1993 AA är en asteroid i huvudbältet som upptäcktes den 2 januari 1993 av den japanska astronomen Takeshi Urata vid Nihondaira-observatoriet. Den är uppkallad efter astronomen Katsuhito Ohtsuka.
Asteroiden har en diameter på ungefär 7 kilometer.